# Albi di Magico Vento
Albi pubblicati nella serie regolare del fumetto Magico Vento edito dalla Sergio Bonelli Editore. La collana ha avuto una periodicità mensile fino al numero 100 con foliazione di 98 pagine, successivamente bimestrale con foliazione di 132 pagine. L'ultimo albo della prima serie è uno Speciale di 212 pagine. Nel 2019 è stata pubblicata la miniserie Magico Vento, il ritorno mentre nel 2023 la miniserie Magico Vento, Guerre Apache.
Alle copertine si sono succeduti tre artisti:
- Andrea Venturi dal 1° albo al 31°

- Pasquale Frisenda dal 32° albo al 75°

- Corrado Mastantuono dal 76° albo al 131°

Corrado Mastantuono ha realizzato anche le copertine delle miniserie Il ritorno e Guerre Apache.
| Indice 1997 1998 1999 2000 2001 2002 2003 2004 2005 2006 2007 2008 2009 2010 2019 2023 |

## 1997
| Nr. | Titolo         | Mese di pubblicazione | Soggetto e sceneggiatura | Disegni                          |
| --- | -------------- | --------------------- | ------------------------ | -------------------------------- |
| 1   | Fort Ghost     | luglio                | Gianfranco Manfredi      | José Ortiz                       |
| 2   | Artigli        | agosto                | Gianfranco Manfredi      | Giuseppe Barbati e Bruno Ramella |
| 3   | Lady Charity   | settembre             | Gianfranco Manfredi      | José Ortiz                       |
| 4   | La bestia      | ottobre               | Gianfranco Manfredi      | Pasquale Frisenda                |
| 5   | Whopi          | novembre              | Gianfranco Manfredi      | Corrado Mastantuono              |
| 6   | Lungo coltello | dicembre              | Gianfranco Manfredi      | Giuseppe Barbati e Bruno Ramella |

## 1998
| Nr. | Titolo                  | Mese di pubblicazione | Soggetto e sceneggiatura | Disegni                          |
| --- | ----------------------- | --------------------- | ------------------------ | -------------------------------- |
| 7   | Il figlio del serpente  | gennaio               | Gianfranco Manfredi      | Giuseppe Barbati e Bruno Ramella |
| 8   | Windigo                 | febbraio              | Gianfranco Manfredi      | Pasquale Frisenda                |
| 9   | Faccia di pietra        | marzo                 | Gianfranco Manfredi      | Paolo Raffaelli e Bruno Ramella  |
| 10  | Scheletri               | aprile                | Gianfranco Manfredi      | Giuseppe Barbati e Bruno Ramella |
| 11  | L'incubo in cornice     | maggio                | Gianfranco Manfredi      | Goran Parlov                     |
| 12  | Cielo di piombo         | giugno                | Gianfranco Manfredi      | José Ortiz                       |
| 13  | Il Demone degli Inganni | luglio                | Gianfranco Manfredi      | Giuseppe Barbati e Bruno Ramella |
| 14  | La Danza degli Spettri  | agosto                | Gianfranco Manfredi      | Pasquale Frisenda                |
| 15  | Blizzard                | settembre             | Gianfranco Manfredi      | Giuseppe Barbati e Bruno Ramella |
| 16  | La grande visione       | ottobre               | Gianfranco Manfredi      | Goran Parlov                     |
| 17  | Il collezionista        | novembre              | Gianfranco Manfredi      | Eugenio Sicomoro                 |
| 18  | L'ombra del guerriero   | dicembre              | Gianfranco Manfredi      | Giuseppe Barbati e Bruno Ramella |

## 1999
| Nr. | Titolo                         | Mese di pubblicazione | Soggetto e sceneggiatura | Disegni                          |
| --- | ------------------------------ | --------------------- | ------------------------ | -------------------------------- |
| 19  | La mano sinistra del diavolo   | gennaio               | Gianfranco Manfredi      | Pasquale Frisenda                |
| 20  | Bedlam                         | febbraio              | Gianfranco Manfredi      | Corrado Roi                      |
| 21  | L'uomo dei gatti               | marzo                 | Gianfranco Manfredi      | José Ortiz                       |
| 22  | Il ragazzo dai capelli bianchi | aprile                | Gianfranco Manfredi      | Goran Parlov                     |
| 23  | Gli spietati                   | maggio                | Gianfranco Manfredi      | Luigi Piccatto                   |
| 24  | L'uomo senza volto             | giugno                | Gianfranco Manfredi      | Pasquale Frisenda                |
| 25  | Il nemico sotto la pelle       | luglio                | Gianfranco Manfredi      | Corrado Mastantuono              |
| 26  | Seminatori di morte            | agosto                | Gianfranco Manfredi      | Giuseppe Barbati e Bruno Ramella |
| 27  | L'ultimo agguato               | settembre             | Gianfranco Manfredi      | Giuseppe Barbati e Bruno Ramella |
| 28  | La maschera del dio cannibale  | ottobre               | Gianfranco Manfredi      | Stefano Biglia                   |
| 29  | La donna del ritratto          | novembre              | Gianfranco Manfredi      | Carlo Bellagamba                 |
| 30  | Shado                          | dicembre              | Gianfranco Manfredi      | Ivo Milazzo                      |

## 2000
| Nr. | Titolo                       | Mese di pubblicazione | Soggetto            | Sceneggiatura       | Disegni                          |
| --- | ---------------------------- | --------------------- | ------------------- | ------------------- | -------------------------------- |
| 31  | Il mostro di Hogan           | gennaio               | Gianfranco Manfredi | Gianfranco Manfredi | Pasquale Frisenda                |
| 32  | L'incendio di Chicago        | febbraio              | Gianfranco Manfredi | Gianfranco Manfredi | Giuseppe Barbati e Bruno Ramella |
| 33  | Il Ladro di Bisonti          | marzo                 | Gianfranco Manfredi | Gianfranco Manfredi | Goran Parlov                     |
| 34  | I cancelli dell'inferno      | aprile                | Gianfranco Manfredi | Antonio Segura      | José Ortiz                       |
| 35  | La luna delle foglie cadenti | maggio                | Gianfranco Manfredi | Gianfranco Manfredi | Giuseppe Barbati e Bruno Ramella |
| 36  | La fuggitiva                 | giugno                | Gianfranco Manfredi | Gianfranco Manfredi | Ivo Milazzo                      |
| 37  | La via oscura                | luglio                | Gianfranco Manfredi | Gianfranco Manfredi | Goran Parlov                     |
| 38  | Sipario nero                 | agosto                | Gianfranco Manfredi | Gianfranco Manfredi | Pasquale Frisenda                |
| 39  | I quattro sciamani           | settembre             | Gianfranco Manfredi | Gianfranco Manfredi | Luigi Piccatto                   |
| 40  | Il clan della Tigre          | ottobre               | Gianfranco Manfredi | Gianfranco Manfredi | Ivo Milazzo                      |
| 41  | Il doppio                    | novembre              | Gianfranco Manfredi | Gianfranco Manfredi | Eugenio Sicomoro                 |
| 42  | Acqua di fuoco               | dicembre              | Gianfranco Manfredi | Gianfranco Manfredi | Corrado Mastantuono              |

## 2001
| Nr. | Titolo                           | Mese di pubblicazione | Soggetto            | Sceneggiatura                        | Disegni                                 |
| --- | -------------------------------- | --------------------- | ------------------- | ------------------------------------ | --------------------------------------- |
| 43  | Wild Bill                        | gennaio               | Gianfranco Manfredi | Stefano Lugano e Gianfranco Manfredi | Stefano Biglia                          |
| 44  | Gli spettri di Fort Laramie      | febbraio              | Gianfranco Manfredi | Gianfranco Manfredi                  | Ivo Milazzo                             |
| 45  | Gli invasori                     | marzo                 | Gianfranco Manfredi | Gianfranco Manfredi                  | Pasquale Frisenda                       |
| 46  | Battaglia sul fiume              | aprile                | Gianfranco Manfredi | Gianfranco Manfredi                  | Goran Parlov                            |
| 47  | I sicari                         | maggio                | Gianfranco Manfredi | Gianfranco Manfredi                  | Giuseppe Barbati e Bruno Ramella        |
| 48  | Il segreto di Aiwass             | giugno                | Gianfranco Manfredi | Gianfranco Manfredi                  | Luigi Piccatto e Cristiano Spadavecchia |
| 49  | Il Regolatore                    | luglio                | Gianfranco Manfredi | Gianfranco Manfredi                  | Giuseppe Barbati                        |
| 50  | Fango                            | agosto                | Gianfranco Manfredi | Gianfranco Manfredi                  | Bruno Ramella                           |
| 51  | Il Signore delle Mosche          | settembre             | Gianfranco Manfredi | Gianfranco Manfredi                  | Mario Milano                            |
| 52  | Cadaveri eccellenti              | ottobre               | Gianfranco Manfredi | Gianfranco Manfredi                  | Ivo Milazzo                             |
| 53  | Il Figlio della Tredicesima Luna | novembre              | Gianfranco Manfredi | Gianfranco Manfredi                  | Pasquale Frisenda                       |
| 54  | Le Grotte del Vento              | dicembre              | Gianfranco Manfredi | Gianfranco Manfredi                  | Goran Parlov                            |

## 2002
| Nr. | Titolo                        | Mese di pubblicazione | Soggetto e sceneggiatura | Disegni                                 |
| --- | ----------------------------- | --------------------- | ------------------------ | --------------------------------------- |
| 55  | L'amore e il sangue           | gennaio               | Gianfranco Manfredi      | Stefano Biglia                          |
| 56  | I cavalieri del Cerchio d'Oro | febbraio              | Gianfranco Manfredi      | Giuseppe Barbati e Bruno Ramella        |
| 57  | Il nemico invisibile          | marzo                 | Gianfranco Manfredi      | Ivo Milazzo                             |
| 58  | Il cospiratore                | aprile                | Gianfranco Manfredi      | Luigi Piccatto e Cristiano Spadavecchia |
| 59  | Spedizione di soccorso        | maggio                | Gianfranco Manfredi      | Carlo Bellagamba                        |
| 60  | Minuti contati                | giugno                | Gianfranco Manfredi      | Giuseppe Barbati e Maurizio Di Vincenzo |
| 61  | Vendette incrociate           | luglio                | Gianfranco Manfredi      | Ivo Milazzo                             |
| 62  | Il bersaglio                  | agosto                | Gianfranco Manfredi      | Pasquale Frisenda                       |
| 63  | La banda degli Innocenti      | settembre             | Gianfranco Manfredi      | Bruno Ramella                           |
| 64  | I Lupi Blu                    | ottobre               | Gianfranco Manfredi      | Darko Perović                           |
| 65  | Caccia sadica                 | novembre              | Tito Faraci              | Corrado Mastantuono                     |
| 66  | Il pozzo degli Antichi        | dicembre              | Gianfranco Manfredi      | Goran Parlov                            |

## 2003
| Nr. | Titolo                     | Mese di pubblicazione | Soggetto            | Sceneggiatura       | Disegni                                 |
| --- | -------------------------- | --------------------- | ------------------- | ------------------- | --------------------------------------- |
| 67  | Freedom                    | gennaio               | Gianfranco Manfredi | Gianfranco Manfredi | Stefano Biglia                          |
| 68  | Il mistero della diligenza | febbraio              | Gianfranco Manfredi | Gianfranco Manfredi | Mario Milano                            |
| 69  | Cento fucili               | marzo                 | Gianfranco Manfredi | Gianfranco Manfredi | Ivo Milazzo                             |
| 70  | Pista senza ritorno        | aprile                | Gianfranco Manfredi | Gianfranco Manfredi | Ivo Milazzo                             |
| 71  | L'ultima corsa             | maggio                | Gianfranco Manfredi | Gianfranco Manfredi | Darko Perović                           |
| 72  | Jericho                    | giugno                | Gianfranco Manfredi | Gianfranco Manfredi | Mario Milano                            |
| 73  | La Montagna degli Specchi  | luglio                | Gianfranco Manfredi | Gianfranco Manfredi | Giuseppe Barbati e Maurizio Di Vincenzo |
| 74  | Niagara                    | agosto                | Gianfranco Manfredi | Gianfranco Manfredi | Bruno Ramella                           |
| 75  | Torce umane                | settembre             | Gianfranco Manfredi | Tito Faraci         | Pasquale Frisenda                       |
| 76  | I Totem                    | ottobre               | Gianfranco Manfredi | Gianfranco Manfredi | Goran Parlov                            |
| 77  | Pioggia-in-Faccia          | novembre              | Gianfranco Manfredi | Gianfranco Manfredi | Giovanni Talami e Stefano Biglia        |
| 78  | Gli speculatori            | dicembre              | Gianfranco Manfredi | Gianfranco Manfredi | Giuseppe Barbati e Maurizio Di Vincenzo |

## 2004
| Nr. | Titolo                    | Mese di pubblicazione | Soggetto            | Sceneggiatura                        | Disegni                                       |
| --- | ------------------------- | --------------------- | ------------------- | ------------------------------------ | --------------------------------------------- |
| 79  | Cinque proiettili d'oro   | gennaio               | Gianfranco Manfredi | Gianfranco Manfredi                  | Ivo Milazzo                                   |
| 80  | Killer Town               | febbraio              | Gianfranco Manfredi | Gianfranco Manfredi                  | Darko Perović                                 |
| 81  | Sangue blu                | marzo                 | Antonio Segura      | Antonio Segura e Gianfranco Manfredi | José Ortiz                                    |
| 82  | Spettri di sabbia         | aprile                | Gianfranco Manfredi | Gianfranco Manfredi                  | Pasquale Frisenda                             |
| 83  | Gli Angeli Sterminatori   | maggio                | Gianfranco Manfredi | Gianfranco Manfredi                  | Bruno Ramella                                 |
| 84  | Pugno d'Acciaio           | giugno                | Gianfranco Manfredi | Gianfranco Manfredi                  | Mario Milano                                  |
| 85  | Il giorno dei cani pazzi  | luglio                | Gianfranco Manfredi | Gianfranco Manfredi                  | Goran Parlov                                  |
| 86  | Il figlio di Nuvola Rossa | agosto                | Gianfranco Manfredi | Gianfranco Manfredi                  | Giovanni Talami e Stefano Biglia              |
| 87  | Halloween                 | settembre             | Gianfranco Manfredi | Gianfranco Manfredi                  | Giuseppe Barbati                              |
| 88  | L'illusionista            | ottobre               | Gianfranco Manfredi | Gianfranco Manfredi                  | Luigi Copello-Frederic Volante- Bruno Ramella |
| 89  | Terra di nessuno          | novembre              | Gianfranco Manfredi | Gianfranco Manfredi                  | Ivo Milazzo                                   |
| 90  | Belva Sconosciuta         | dicembre              | Gianfranco Manfredi | Gianfranco Manfredi                  | Darko Perović                                 |

## 2005
| Nr. | Titolo                              | Mese di pubblicazione | Soggetto e sceneggiatura | Disegni                                                            |
| --- | ----------------------------------- | --------------------- | ------------------------ | ------------------------------------------------------------------ |
| 91  | I misteri di New York               | gennaio               | Gianfranco Manfredi      | Pasquale Frisenda                                                  |
| 92  | La carica dei bisonti               | febbraio              | Gianfranco Manfredi      | Stefano Biglia e Giovanni Talami                                   |
| 93  | Furia assassina                     | marzo                 | Gianfranco Manfredi      | Bruno Ramella e Frederic Volante                                   |
| 94  | Il lago del terrore                 | aprile                | Gianfranco Manfredi      | Leomacs                                                            |
| 95  | Agorafobia                          | maggio                | Gianfranco Manfredi      | Giuseppe Barbati e Maurizio Di Vincenzo                            |
| 96  | L'albero degli impiccati            | giugno                | Gianfranco Manfredi      | Giovanni Talami e Stefano Biglia, Frederic Volante e Bruno Ramella |
| 97  | La guerra di Toro Seduto            | luglio                | Gianfranco Manfredi      | Darko Perović                                                      |
| 98  | Rosebud                             | agosto                | Gianfranco Manfredi      | Pasquale Frisenda                                                  |
| 99  | Morto il 25 giugno                  | settembre             | Gianfranco Manfredi      | Bruno Ramella e Frederic Volante                                   |
| 100 | Il crepuscolo degli eroi (a colori) | ottobre               | Gianfranco Manfredi      | Goran Parlov                                                       |
| 101 | Bandiera bianca                     | dicembre              | Gianfranco Manfredi      | Giovanni Talami e Stefano Biglia                                   |

## 2006
| Nr. | Titolo                    | Mese di pubblicazione | Soggetto e sceneggiatura | Disegni                                 |
| --- | ------------------------- | --------------------- | ------------------------ | --------------------------------------- |
| 102 | Il ritorno di Aiwass      | febbraio              | Gianfranco Manfredi      | Giuseppe Barbati e Maurizio Di Vincenzo |
| 103 | Appuntamento a Providence | aprile                | Gianfranco Manfredi      | Giuseppe Barbati e Frederic Volante     |
| 104 | Fuga dall'inferno         | giugno                | Gianfranco Manfredi      | Darko Perović                           |
| 105 | Il volto del male         | agosto                | Gianfranco Manfredi      | Bruno Ramella                           |
| 106 | Scontro finale            | ottobre               | Gianfranco Manfredi      | Luigi Siniscalchi                       |
| 107 | Vampiri cinesi            | dicembre              | Gianfranco Manfredi      | Leomacs                                 |

## 2007
| Nr. | Titolo                  | Mese di pubblicazione | Soggetto e sceneggiatura | Disegni                             |
| --- | ----------------------- | --------------------- | ------------------------ | ----------------------------------- |
| 108 | L'esilio                | febbraio              | Gianfranco Manfredi      | Stefano Biglia e Giovanni Talami    |
| 109 | La pista dei fuorilegge | aprile                | Gianfranco Manfredi      | Giuseppe Barbati e Frederic Volante |
| 110 | Le cannibali            | giugno                | Gianfranco Manfredi      | Luigi Siniscalchi                   |
| 111 | Lo zoo di Kelly         | agosto                | Gianfranco Manfredi      | Darko Perović                       |
| 112 | Alice nel buio          | ottobre               | Renato Queirolo          | Bruno Ramella                       |
| 113 | L'ora dei vigliacchi    | dicembre              | Gianfranco Manfredi      | Stefano Biglia                      |

## 2008
| Nr. | Titolo                | Mese di pubblicazione | Soggetto e sceneggiatura | Disegni                              |
| --- | --------------------- | --------------------- | ------------------------ | ------------------------------------ |
| 114 | Il segreto e la colpa | febbraio              | Gianfranco Manfredi      | Giuseppe Barbati e Cristiano Spadoni |
| 115 | Il sole sbarrato      | aprile                | Gianfranco Manfredi      | Luigi Siniscalchi                    |
| 116 | Showboat              | giugno                | Gianfranco Manfredi      | Vincenzo Talami e Frederic Volante   |
| 117 | L'ultimo spettacolo   | agosto                | Gianfranco Manfredi      | Darko Perović                        |
| 118 | Exodus                | ottobre               | Gianfranco Manfredi      | Giuseppe Barbati e Cristiano Spadoni |
| 119 | Ucciderò Jesse James  | dicembre              | Renato Queirolo          | Bruno Ramella                        |

## 2009
| Nr. | Titolo                    | Mese di pubblicazione | Soggetto e sceneggiatura | Disegni                                          |
| --- | ------------------------- | --------------------- | ------------------------ | ------------------------------------------------ |
| 120 | Nella terra dei tiranni   | febbraio              | Gianfranco Manfredi      | Luigi Siniscalchi                                |
| 121 | La regina degli zombi     | aprile                | Gianfranco Manfredi      | Stefano Biglia e Giovanni Talami                 |
| 122 | La notte degli alligatori | giugno                | Gianfranco Manfredi      | Giuseppe Barbati e Cristiano Spadoni             |
| 123 | Sentieri di sangue        | agosto                | Renato Queirolo          | Bruno Ramella, Stefano Biglia e Giuseppe Barbati |
| 124 | El Ciego                  | ottobre               | Gianfranco Manfredi      | Darko Perović                                    |
| 125 | Skinwalkers               | dicembre              | Gianfranco Manfredi      | Alessandro Nespolino                             |

## 2010
| Nr.      | Titolo                    | Mese di pubblicazione | Soggetto e sceneggiatura | Disegni                          |
| -------- | ------------------------- | --------------------- | ------------------------ | -------------------------------- |
| 126      | Il covo di Victorio       | febbraio              | Gianfranco Manfredi      | Raffaele Della Monica            |
| 127      | Gli occhi del falco       | aprile                | Gianfranco Manfredi      | Luigi Siniscalchi                |
| 128      | El camino del diablo      | giugno                | Gianfranco Manfredi      | Giuseppe Barbati & Bruno Ramella |
| 129      | L'aquila e il serpente    | agosto                | Gianfranco Manfredi      | Darko Perović                    |
| 130      | Ultimo atto               | ottobre               | Gianfranco Manfredi      | Bruno Ramella e Giuseppe Barbati |
| Speciale | Memorie del tempo perduto | dicembre              | Gianfranco Manfredi      | Giuseppe Matteoni                |
| Speciale | Il Ragno e il Coyote      | dicembre              | Gianfranco Manfredi      | Carlo Raffaele Marcello          |
| Speciale | Poker col morto           | dicembre              | Gianfranco Manfredi      | Fabio Pezzi                      |
| Speciale | Vivo o morto?             | dicembre              | Gianfranco Manfredi      | Stefano Biglia                   |

## 2019
| Nr. | Titolo     | Titolo                | Mese di pubblicazione | Soggetto e sceneggiatura | Disegni       |
| --- | ---------- | --------------------- | --------------------- | ------------------------ | ------------- |
| 1   | Il ritorno | La notte della cometa | luglio                | Gianfranco Manfredi      | Darko Perović |
| 2   | Il ritorno | Il sognatore          | agosto                | Gianfranco Manfredi      | Darko Perović |
| 3   | Il ritorno | Il fuoco e il vento   | settembre             | Gianfranco Manfredi      | Darko Perović |
| 4   | Il ritorno | OK Corral             | ottobre               | Gianfranco Manfredi      | Darko Perović |

## 2023
| Nr. | Titolo        | Titolo             | Mese di pubblicazione | Soggetto e sceneggiatura | Disegni       |
| --- | ------------- | ------------------ | --------------------- | ------------------------ | ------------- |
| 1   | Guerre Apache | La fortezza di Juh | ottobre               | Gianfranco Manfredi      | Darko Perović |
| 2   | Guerre Apache | Chato              | novembre              | Gianfranco Manfredi      | Darko Perović |
| 3   | Guerre Apache | Né pace né amore   | dicembre              | Gianfranco Manfredi      | Darko Perović |